# Acetoncyanohydrine
Acetoncyanohydrine (afgekort tot ACH) is een organische verbinding die onder andere gebruikt wordt in de bereiding van methylmethacrylaat, het monomeer van polymethylmethacrylaat (PMMA), beter bekend als plexiglas. De stof behoort tot de klasse der cyanohydrines en kan beschouwd worden als een veilig alternatief voor het extreem giftige waterstofcyanide (blauwzuur).

## Synthese
De stof wordt bereid door de reactie van aceton met waterstofcyanide of een zout van waterstofcyanide. Dit zijn zeer giftige stoffen zodat er bijzondere aandacht moet besteed worden aan de veiligheid.
In het laboratorium wordt acetoncyanohydrine gesynthetiseerd via de reactie van natriumcyanide met aceton, gevolgd door voorzichtig aanzuren met zwavelzuur.
Daarnaast is het ook mogelijk natrium- of kaliumcyanide te laten reageren met het adduct van natriumwaterstofsulfiet en aceton. Deze laatste procedure is eenvoudiger, maar het product is ook van mindere kwaliteit.
Acetoncyanohydrine kan opgezuiverd worden door destillatie onder verminderde druk.

## Toepassingen
De verbinding wordt op grote schaal bereid als tussenstap in de acetoncyanohydrine-route naar methylmethacrylaat. In deze synthese is de volgende stap behandeling met zwavelzuur waarbij de sulfaatester van methacrylamide ontstaat. Methanolyse daarvan leidt tot ammoniumwaterstofsulfaat en methylmethacrylaat.
Acetoncyanohydrine wordt ook gebruikt voor de synthese van azobisisobutyronitril.

## Betekenis in de biologie
Planten, zoals bijvoorbeeld vlas, cassave (maniok), bonen of de Braziliaanse rubberboom bezitten een cyanogeen glycoside, linamarine, dat bij beschadiging van de plant als verdedigingsmechanisme in acetoncyanohydrine en in de volgende stap in blauwzuur wordt omgezet.

## Toxicologie en veiligheid
Acetoncyanohydrine wordt in de Verenigde Staten als een extreem gevaarlijke verbinding geclassificeerd. Het voornaamste gevaar ligt in het feit dat de verbinding heel makkelijk uiteen valt in onder andere het uiterst toxische waterstofcyanide. In water verloopt dit uiteenvallen al gevaarlijk snel.